# Jaderná elektrárna Ta-ja-wan
Jaderná elektrárna Ta-ja-wan (čínsky v českém přepisu Ta-ja-wan che-tien-čan, pchin-jinem Dàyàwān Hédiànzhàn, znaky 大亚湾核电站) je provozní jaderná elektrárna v Číně. Nachází se poblíž Šen-čenu v provincii Kuang-tung, severovýchodně od Hongkongu, který odebírá více než 70 % její výroby. Elektrárna se nachází u zátoky Ta-ja, podle které se jmenuje, v sousedství s jadernou elektrárnou Lin-chao. Stala se druhou jadernou elektrárnou v Číně.

## Historie a technické informace

### Počátky
Plány na jeho výstavbu byly oznámeny již na počátku 80. let a obyvateli Hongkongu byly přijaty velmi negativně. Petici proti jaderné energii podepsal více než milion obyvatel Hongkongu. To však nezabránilo výstavbě prvního energetického bloku, jež započala v srpnu 1987. Celkem byly na elektrárně Ta-ja-wan v letech 1993 a 1994 spuštěny dva francouzské tlakovodní reaktory M310 o výkonu 984 MW každý, které vyvinula a postavila francouzská národní společnost Framatome za účasti Číny na základě francouzského CP1.
V dubnu 2011 vyhrála jaderná elektrárna Ta-ja-wan čtyři ze šesti ocenění v čínské celostátní soutěži, jež se zaobírala bezpečností jaderných elektráren. Po havárii v japonské Fukušimě-1 v listopadu 2011 však provozní organizace CGNPC zvažovala řadu změn v bezpečnostních systémech a předpisech čínských jaderných elektráren Ta-ja-wan a Lin-chao. Konkrétně se plánovala instalace pasivních autokatalytických rekombinátorů, modernizace části filtrů ventilace kontejnmentu, vytvoření mobilních systémů pro nouzové napájení bloků, instalace dalšího pátého dieselového generátoru pro každý blok, posílení infrastruktury sítí vysokého napětí a další úpravy.

### Incidenty
Při výstavbě jaderné elektrárny Ta-ja-wan byl v roce 1987 při návštěvě hodnotící komise zjištěn úbytek 316 ocelových armovacích tyčí z budovy prvního rozestavěného bloku. V důsledku toho bylo nutné provést dodatečné vyztužení ve druhé vrstvě betonu, aby byla dodržena bezpečnost jaderné elektrárny.
Dne 23. října 2010, den po odstávce pro výměnu paliva na bloku č. 1, objevili pracovníci stanice vyšší výskyt kyseliny borité. Po důkladné vizuální kontrole dne 26. října byly zjištěny netěsnosti na primárním okruhu. Závady byly opraveny 16. listopadu a incident byl ohodnocen úrovní 1 na stupnici INES. Podle provozní společnosti nedošlo k žádným radiačním následkům na personál a životní prostředí.

## Informace o reaktorech
| Reaktor     | Typ reaktoru   | Výkon  | Výkon  | Zahájení výstavby | Připojení k síti | Uvedení do provozu | Uzavření |
| Reaktor     | Typ reaktoru   | Čistý  | Hrubý  | Zahájení výstavby | Připojení k síti | Uvedení do provozu | Uzavření |
| ----------- | -------------- | ------ | ------ | ----------------- | ---------------- | ------------------ | -------- |
| Ta-ja-wan-1 | Framatome M310 | 944 MW | 984 MW | 7. 8. 1987        | 31. 8. 1993      | 1. 2. 1994         |          |
| Ta-ja-wan-2 | Framatome M310 | 944 MW | 984 MW | 7. 4. 1988        | 7. 2. 1994       | 6. 5. 1994         |          |